# Tyngdlyftning

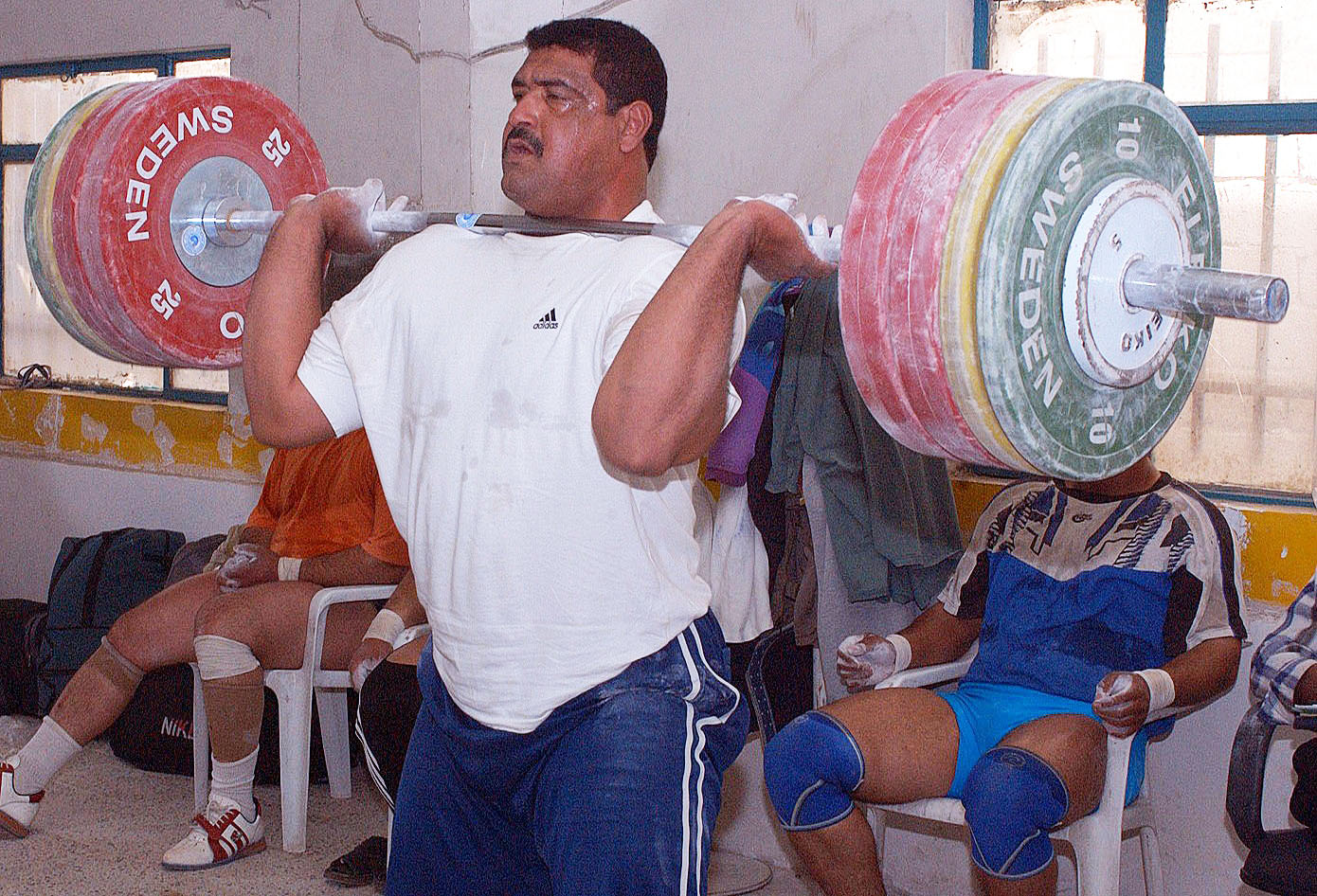
Utövare av tyngdlyftning

Tyngdlyftning är en kraftsport som går ut på att lyfta en skivstång. Styrka, explosivitet och rörlighet är viktigt vid utövandet av sporten.

## Historik
Tyngdlyftning är en olympisk gren och var med på det olympiska programmet när de moderna spelen startade 1896 i Aten. Med undantag av 
OS 1908 i London och 1912 i Stockholm har sporten varit med vid samtliga OS. Genom tiderna har det skett en utveckling från att lyfta en bestämd vikt så många gånger som möjligt, till stigande vikter. I de tidigaste åren lyftes hela 5 moment, där bland annat enarmslyft fanns med. Efter OS 1972 i München har den olympiska tyngdlyftningen uteslutande bestått av ryck och stöt. Från första början hade man inga viktklasser, de infördes först vid OS 1920 i Antwerpen, det har genom åren skett flera förändringar av dessa.

## Ålderskategorier
Ungdom: 0-17 T.o.m. det år man fyller 17 år.

Junior: 18-20 T.o.m. det år man fyller 20 år.

Senior: Det finns ingen undre eller övre gräns på ålder.

Veteran:  35+ från det år lyftaren fyller 35. enligt nedanstående lista: 

Damer veteran:
 
W35 ålder 35-39. 

W40 ålder 40-44. 

W45 ålder 45-49. 

W50 ålder 50-54. 

W55 ålder 55-59. 

W60 ålder 60-64. 

W65 ålder 65-69. 

W70 ålder 70  och högre.

Herrar veteran:
 
M35 ålder 35-39. 

M40 ålder 40-44. 

M45 ålder 45-49. 

M50 ålder 50-54. 

M55 ålder 55-60. 

M60 ålder 60-64. 

M65 ålder 65-69. 

M70 ålder 70-74. 

M75 ålder 75-79. 

M80 ålder 80 och äldre.

Ungdomar får delta i tävlingar som är avsedda för juniorer. Ungdomar, juniorer och veteraner får delta i tävlingar som är avsedda för seniorer.

I Sverige har vi ingen minimiålder men internationellt är det 13 år som är undre gräns på ungdomstävlingar och 15 år som undre gräns på junior och seniortävlingar.

## Viktklasser
| Seniorklasser | Seniorklasser | Seniorklasser |
| Damer         | Herrar        | OS            |
| ------------- | ------------- | ------------- |
| 45            | 55            | nej           |
| 49            | 61            | ja            |
| 55            | 67            | ja            |
| 59            | 73            | ja            |
| 64            | 81            | ja            |
| 71            | 89            | nej           |
| 76            | 96            | ja            |
| 81            | 102           | nej           |
| 87            | 109           | ja            |
| +87           | +109          | ja            |

Lyftarna tävlar i olika viktklasser i varje ålderskategori.
DAMER

Ungdom och Junior 40-45-49-55-59-64-71-76-81 samt + 81 kg.

Senior och veteraner 45-49-55-59-64-71-76-81-87 samt +87 kg. 

HERRAR

Ungdom och Junior 49-55-61-67-73-81-89-96-102 samt + 102 kg.

Senior och veteraner herrar är 55-61-67-73-81-89-96-102-109 samt +109 kg.

Vikten anger det maximala man får väga. Med start 2 timmar innan varje tävling vägs samtliga deltagare för att avgöra i vilken viktklass de ska tävla i.

## Discipliner
| Ryck |  | Stöt |
| Ryck |  | Stöt |

Man tävlar i disciplinerna ryck och stöt, i nämnd ordning och med maximalt 3 lyft i varje disciplin. 
- Ryck - stången lyfts med bägge armar i ett moment från golvet till sträckta armar.
- Stöt - är ett tvåmomentslyft, först lyfts stången med bägge armar från golvet till axlarna/bröstet, därefter knuffas eller stöts stången upp på sträckta armar. Stången skall hållas på sträckta armar och under kontroll innan lyftaren får signal från domarna att släppa ner stången.

Den stora skillnaden ligger alltså i att lyftaren i stöt "mellanlandar" med skivstången på axlarna, reser sig upp och sedan stöter upp stången på raka armar, medan han/hon i ryck drar upp skivstången direkt till raka armar och därefter reser sig.

## Tävlingsregler
Vikten väljs fritt av lyftaren, minsta tillåtna viktökning av skivstången mellan försöken är 1 kg. Det finns inga gränser för hur mycket man får öka. Totalt har lyftaren 3 försök i varje delgren, ryck och stöt, detta oavsett om lyftet klaras eller inte. 
Lyften bedöms av 3 domare, som var för sig kan godkänna alternativt underkänna ett lyft. Alla domarna behöver inte vara eniga, majoriteten avgör. Vinnare är den lyftare som uppnår högsta resultat när bästa ryck och stöt läggs samman. Lyfter två eller flera lyftare samma resultat, avgörs tävlingen till fördel för den lättaste lyftaren. Lyftarna bestämmer själva på vilka vikter de önskar starta på. Lyftaren har 1 minut på sig att påbörja lyftet, undantag är då en och samma lyftare skall utföra 2 eller 3 lyft utan att en annan lyftare har lyft, då tilldelas 2 minuter till försöket. Vikten på stången får inte minskas.

## Stänger och vikter
Skivstången för damer väger 15 kg och för herrar 20 kg. Stången kan belastas med skivor som väger, 0,5 kg, 1 kg, 1,5 kg, 2 kg, 2,5 kg, 5 kg, 10 kg, 15 kg, 20 kg och 25 kg samt lås på 2,5 kg som förhindrar att skivorna glider. Belastningen skall vara symmetrisk och alltid med de tyngsta skivorna närmast stångens mitt. Mellan ringmarkeringarna på stången är det 91 cm. Tjockleken på damstången är 25 mm och på herrstången 28 mm. Ändarna på stången ska kunna rotera lätt för att minska belastningen på handlederna när man lyfter.